# EH Весов
EH Весов (лат. EH Librae) — одиночная переменная звезда в созвездии Весов на расстоянии приблизительно 1197 световых лет (около 367 парсеков) от Солнца. Видимая звёздная величина звезды — от +10,08m до +9,35m.

## Характеристики
EH Весов — белая пульсирующая переменная звезда типа Дельты Щита (DSCT) спектрального класса A5-F3.